# Augusteum

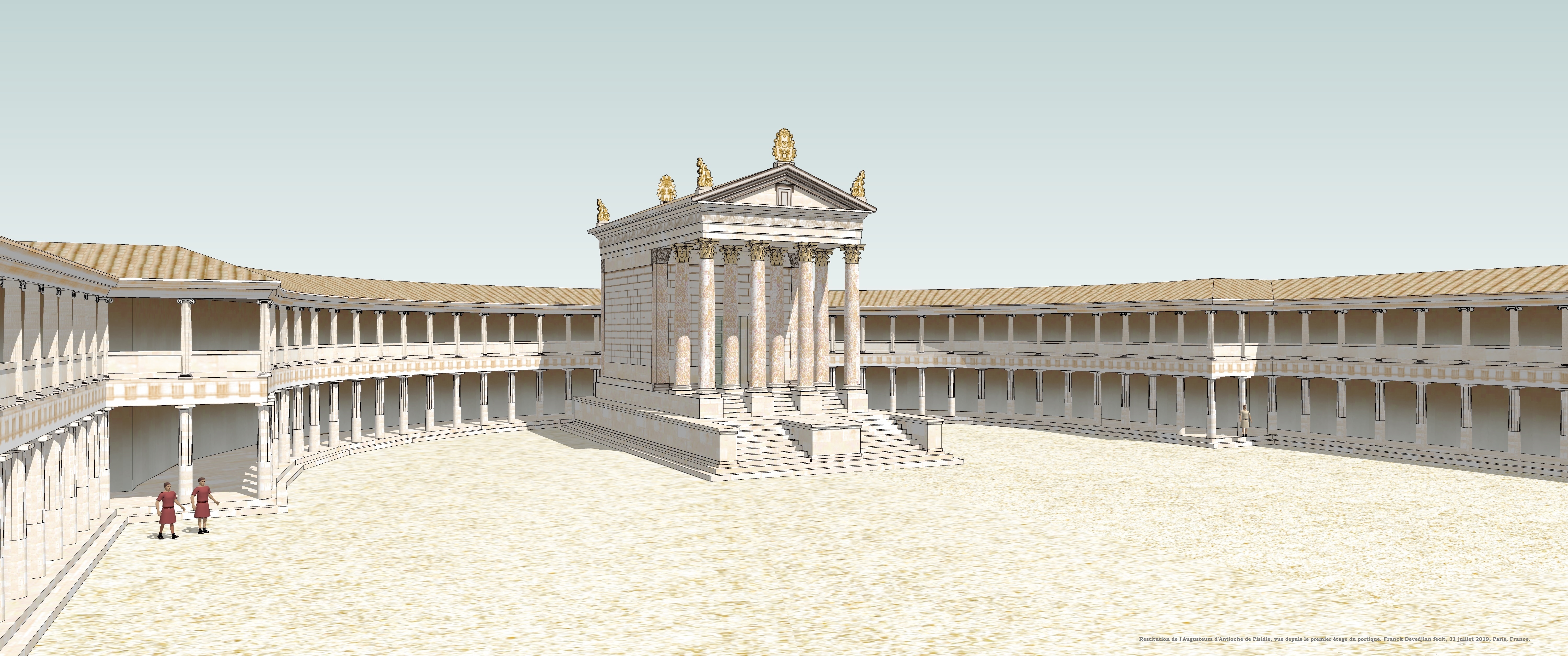
Restitution de l'Augusteum d'Antioche de Pisidie

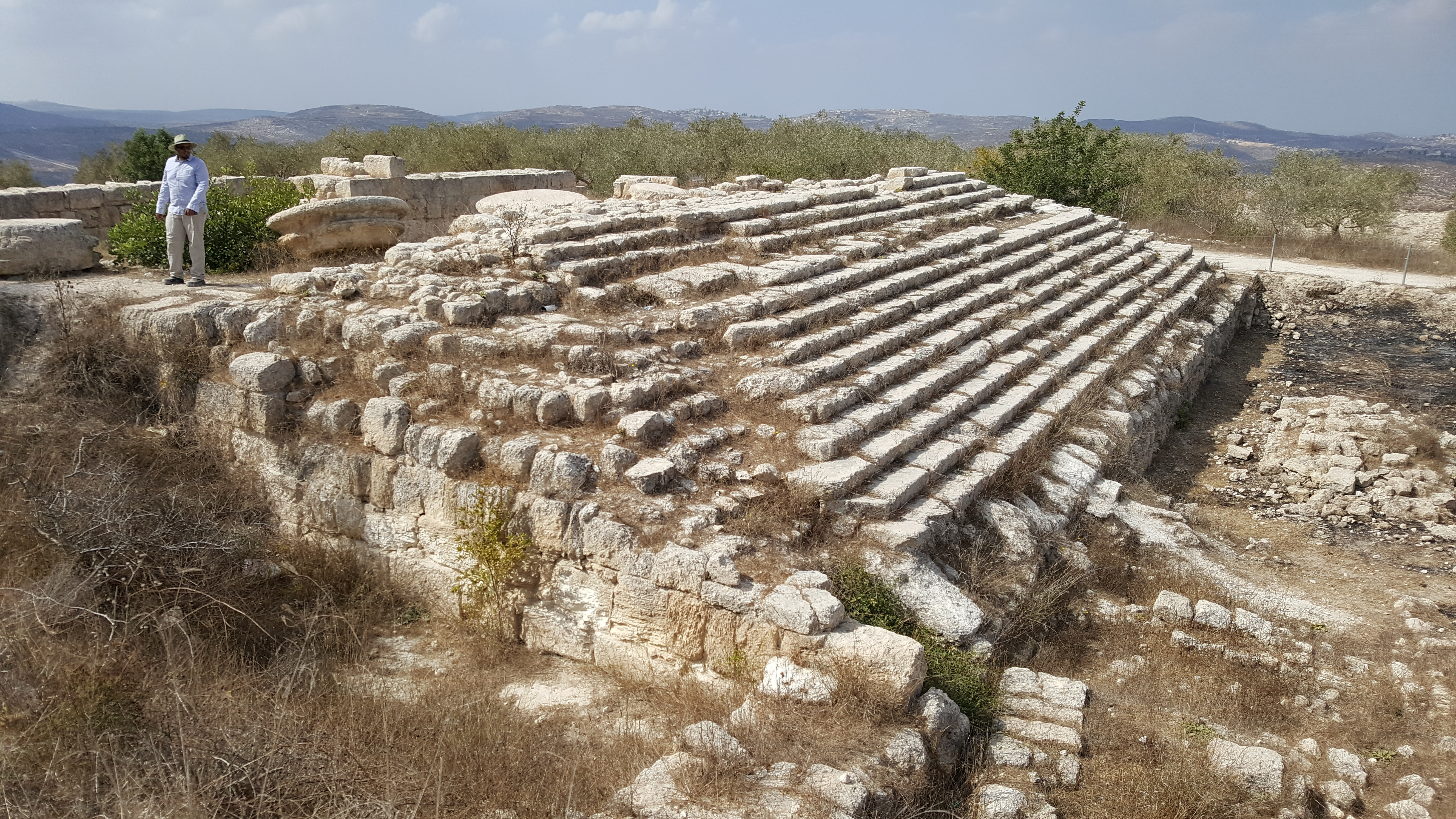
Ruines de lAugusteum de Samarie.

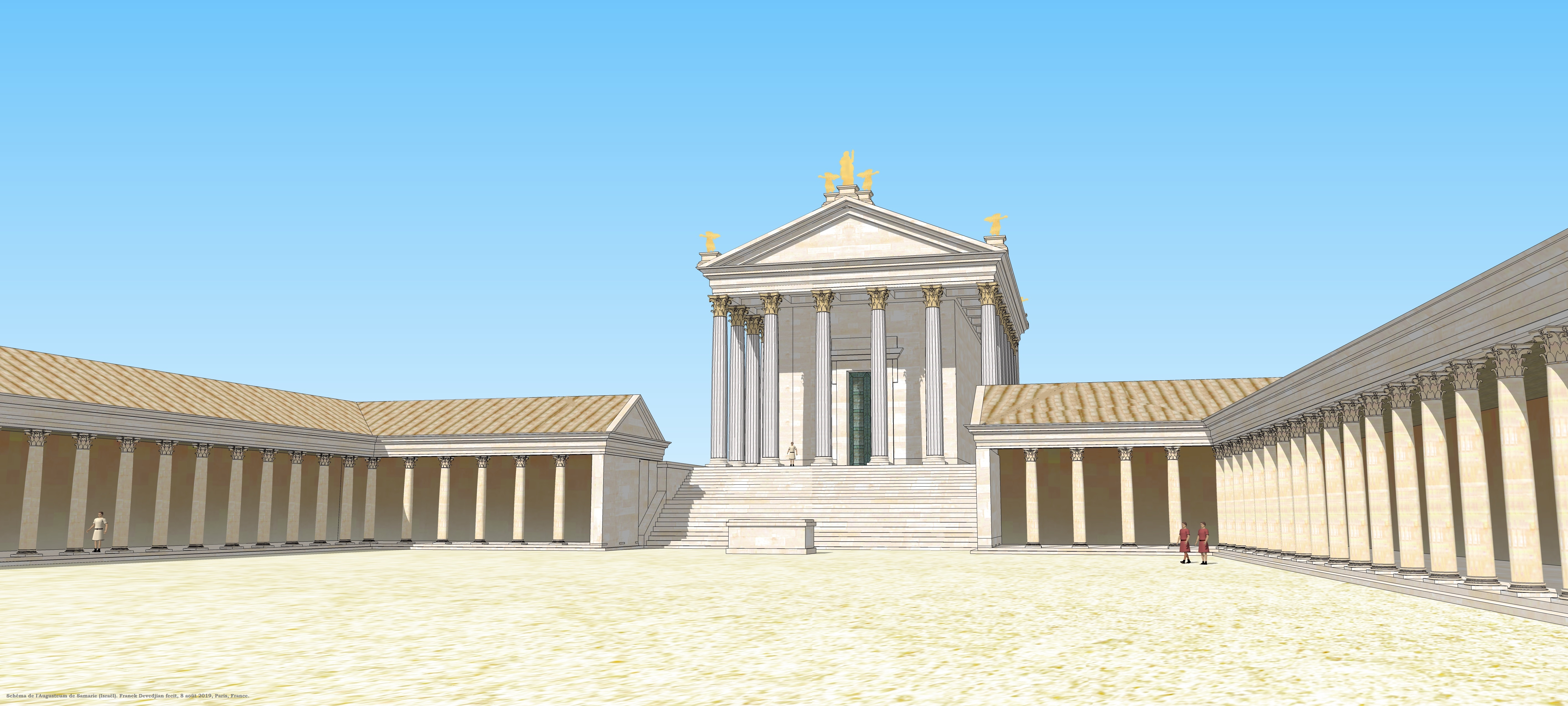
Restitution de l'Augusteum de Samarie.

Un augusteum (au pluriel augustea) est à l'origine un site du culte impérial de la Rome antique, nommé d'après le titre honorifique romain d'Auguste. C'est l'équivalent du Sebasteion de la Grèce orientale de l'Empire romain. Différents augustea ont été excavés à Samarie, Constantinople, Aphrodisias, Antioche de Pisidie et Carthagène.
Depuis le XVIIIe siècle, ce terme est également utilisé pour désigner des bâtiments universitaires tels que l'augusteum de Leipzig ou d'Oldenbourg en Allemagne.